# Neukaledonischer Riesengecko
Der Neukaledonische Riesengecko (Rhacodactylus leachianus) wurde von Cuvier 1829 zuerst beschrieben. Er ist der größte Gecko der Gattung Lappenfinger (Rhacodactylus) und gleichzeitig der größte lebende Gecko der Welt. Seine Körperlänge beträgt bis zu 40 cm, und sie können bis zu 500 g schwer werden.

## Aussehen
Sein Schwanz ist sehr kurz und an der Schwanzwurzel hat er einen ringförmigen faltigen Wulst. Die Unterseite der Schwanzspitze ist mit zwei Reihen verbreiterter Schuppen versehen. Diese dienen ihm beim Klettern als zusätzlicher Halt. Der Schwanz, der bei Gefahr abgeworfen werden kann, besitzt keine Haftorgane.

## Unterarten
Es gibt 3 Unterarten des Neukaledonischen Riesengeckos:
- Rhacodactylus leachianus aubrianus Bocage, 1873
- Rhacodactylus leachianus henkeli Seipp & Obst, 1994
- Rhacodactylus leachianus leachianus (Cuvier, 1829)

## Lebensweise und Verbreitung
Diese Art bewohnt hohe Bäume. Sein Verbreitungsgebiet sind die südlichen und östlichen Teile von Grande Terre, der Hauptinsel Neukaledoniens, sowie die kleineren Inseln. Er ernährt sich von Insekten, Spinnen und kleineren Wirbeltieren wie Vogeljungen, die er aus ihren Nestern plündert, ggf. auch kleineren Echsen. Daneben stehen auch süße Früchte wie Bananen auf seinem Speiseplan. Er ist hauptsächlich nachtaktiv.

## Fortpflanzung
Bei Kämpfen zwischen den männlichen Artgenossen um die Weibchen kann es passieren, dass einer der Kontrahenten seinen Schwanz ganz oder teilweise einbüßt.
Bei Erregung ändert sich seine Farbe von einem hellen Olivgrau ins Schwarzbraune. Die Weibchen des Neukaledonischen Riesengeckos legen zwei 2,5 Zentimeter lange, ovale Eier. Diese werden in Spalten der Rinde von Bäumen abgelegt. Aus den Eiern schlüpfen nach 60 bis 90 Tagen Inkubationszeit die Jungtiere.

## Gefährdung
Da diese Art noch weit verbreitet ist und keinerlei Gefährdungen bekannt sind, wird sie von der IUCN als (Least Concern) nicht gefährdet einstuft.